# Tribunal de Contas do Estado do Paraná
O Tribunal de Contas do Estado do Paraná é o órgão fiscalizador e controlador do uso do dinheiro público e da administração orçamentária e financeira do estado do Paraná, responsável por analisar as questões jurídicas sobre as despesas públicas e de julgamento das contas relativas.
Junto ao Tribunal de Contas funciona o Ministério Público de Contas.

## Conselheiros
Foram Conselheiros Presidentes do Tribunal de Contas do Estado do Paraná, desde a sua fundação em 1947, por ordem cronológica de nomeação:
- 1947 e 1948 - Raul Vaz
- 1949 e 1950 - Daniel Borges dos Reis
- 1951 a 1964 - Raul Vaz
- 1965 - Brasil Pinheiro Machado
- 1966 - Daniel Borges dos Reis
- 1967 - Antônio Ferreira Rüppel
- 1968 - Leônidas Hey de Oliveira
- 1969 - João Féder
- 1970 - Nacim Bacilla Neto
- 1971 e 1972 - Raul Viana
- 1973 e 1974 - Rafael Iatauro
- 1975 e 1976 - Nacim Bacilla Neto
- 1977 a 1979 - Leônidas Hey de Oliveira
- 1980 e 1981 - João Féder
- 1982 - José Isfer
- 1983 e 1984 - Cândido Manuel Martins de Oliveira
- 1985 - Armando Queiroz de Moraes
- 1986 e 1987 - João Olivir Gabardo
- 1988 e 1989 - Antônio Ferreira Rüppel
- 1990 e 1991 - João Cândido Ferreira da Cunha Pereira
- 1992 e 1993 - Rafael Iatauro
- 1994 e 1995 - Nestor Baptista
- 1996 a 1998 - Artagão de Mattos Leão
- 1999 a 2000 - Quielse Crisóstomo da Silva
- 2001 a 2002 - Rafael Iatauro
- 2003 a 2004 - Henrique Naigeboren
- 2005 a 2006 - Heinz Georg Herwig
- 2007 a 2008 - Nestor Baptista
- 2009 a 2010 - Hermas Eurides Brandão
- 2011 a 2012 - Fernando Augusto Mello Guimarães
- 2013 a 2014 - Artagão de Mattos Leão
- 2015 a 2016 - Ivan Lelis Bonilha
- 2017 a 2018 - José Durval Mattos do Amaral[2]
- 2019 a 2020 - Nestor Baptista[3]
- 2021 a 2022 - Fabio de Souza Camargo[4]
- 2023 a 2024 - Fernando Augusto Mello Guimarães[5]
- 2025 a 2026 - Ivens Zschoerper Linhares[6]